# LYZL2
LYZL2 (англ. Lysozyme like 2) – білок, який кодується однойменним геном, розташованим у людей на 10-й хромосомі. Довжина поліпептидного ланцюга білка становить 148 амінокислот, а молекулярна маса — 16 656.
| 10         |  | 20         |  | 30         |  | 40         |  | 50         |
| ---------- |  | ---------- |  | ---------- |  | ---------- |  | ---------- |
| MKAAGILTLI |  | GCLVTGAESK |  | IYTRCKLAKI |  | FSRAGLDNYW |  | GFSLGNWICM |
| AYYESGYNTT |  | AQTVLDDGSI |  | DYGIFQINSF |  | AWCRRGKLKE |  | NNHCHVACSA |
| LVTDDLTDAI |  | ICAKKIVKET |  | QGMNYWQGWK |  | KHCEGRDLSD |  | WKKDCEVS   |

A: Аланін

C: Цистеїн

D: Аспарагінова кислота

E: Глутамінова кислота

F: Фенілаланін

G: Гліцин

H: Гістидин

I: Ізолейцин

K: Лізин

L: Лейцин

M: Метіонін

N: Аспарагін

Q: Глутамін

R: Аргінін

S: Серин

T: Треонін

V: Валін

W: Триптофан

Кодований геном білок за функціями належить до гідролаз, глікозидаз. 
Задіяний у такому біологічному процесі, як альтернативний сплайсинг. 
Секретований назовні.